# 池上礼朗
池上 礼朗（いけがみ れお、1990年10月1日 - ）は、日本の舞台俳優である。
劇団銅鑼所属。山梨県出身。

## 来歴
劇団青年座研究所を経て、2013年銅鑼入団。

## 人物
- 身長177cm[1]
- 特技は魚を捌くこと[1]

## 出演

### 舞台
- 『いのちの花』（演出：齊藤理恵子） - アカサカ先生 役[1]
- 『センポ・スギハァラ』（演出：平石耕一） - フー 役[1]
- 『ENDLESS－挑戦！』（演出：西川信廣） - 川島仁 役[1]
- 『ひめち』（演出：山田昭一） - 木元稜 役[1]
- 『池袋モンパルナス』（演出：野﨑美子） - 井上長三郎 役[1]
- 『からまる法則』（演出：松本祐子） - 井口正弘 役[1]
- 『ロング・グッドバイ』(演出：磯村純） - ジョー 役[1]
- 『泣くな研修医』(演出：齊藤理恵子) - 山下憲司 役[2]
- 『ふしぎな木の実の料理法〜こそあどの森の物語〜』（演出：大澤遊）[3]

### 外部舞台
- 『手と足をもいだ丸太にしてかへし-鶴彬の生涯-』（演出：菅原司） - 沖野栄吉 役[1]
- 朗読劇『継志』その五～沖縄の地上より2～（演出：篠本賢一）[1]